# 2020 في زامبيا

## الحكم
- الرئيس : إدغار لونغو

## الأحداث
- 18 آذار - أول حالة إصابة بوباء COVID-19 في زامبيا [1]
- 22 آذار - تم تسجيل حالة ثالثة. كان المريض رجلاً سافر إلى باكستان.[2]
- 25 آذار - أكد الرئيس إدغار لونجو ما مجموعه 12 حالة خلال خطاب وطني مباشر.[3]
- 2 نيسان - تسجل زامبيا أول حالة وفاة بسبب فيروس كورونا.[4]
- 8 أيلول - الرئيس لونجو ينضم إلى الطلاب في جامعة كوبربيلت (CBU) في حداد وفاة «مافيشي»، وهي سمكة كبيرة يعتقد أنها تجلب الحظ السعيد للخيول.[5]
- 13 تشرين الثاني - قالت وزيرة المالية بواليا نغاندو إن زامبيا تخلفت عن سداد ديونها.[6]

## حالات الوفاة
- 16 أغسطس - الكسندر جراي زولو، 95، سياسي زامبي ووزير التجارة والصناعة (1964) والدفاع (1970-1973).[7]

- جائحة فيروس كورونا في زامبيا 2020
- جائحة فيروس كورونا في أفريقيا 2020